# 短柄腺萼木
短柄腺萼木（学名：Mycetia brevipes）为茜草科腺萼木属下的一个种。

## 扩展阅读
維基物種上的相關：短柄腺萼木